# Kepler-53c
Kepler-53c es uno de los tres planetas que orbitan a la estrella Kepler-53. Fue descubierta por el método de tránsito astronómico en el año 2014. Este planeta ha sido descubierto por el Telescopio espacial Kepler. Un nuevo análisis estadístico dirigido por un equipo del Centro de Investigación Ames de la NASA ha validado el planeta con más del 99 por ciento de confianza. Aunque muchos parámetros de Kepler-53b aún se desconocen, el objeto tiene pocas posibilidades de ser un falso positivo.